# I detective pensano?
I detective pensano (Do Detectives Think?) è un cortometraggio del 1927 diretto da Fred Guiol.
È il primo film in cui Laurel & Hardy indossano le loro tipiche bombette.

## Trama
Un malvivente, soprannominato “Tipton Slasher” ("Tipton lo squartatore"), giudicato colpevole di omicidio, viene condannato a morte mediante impiccagione. Egli, però, giura al giudice Foozle, che ha emesso la sentenza, di evadere di prigione per ucciderlo, tagliandogli la gola. In effetti, Slasher scappa dal carcere poco tempo dopo, gettando nel panico il giudice Foozle che legge la notizia dell'evasione sul giornale. Il giudice, allora, chiama un'agenzia investigativa che gli manda i suoi dipendenti meno talentuosi: Ferdinand Finklebery, il secondo peggior detective del mondo, e Sherlock Pinkham, il peggior detective del mondo e presunto parente di Guglielmo Tell. Dopo che i due pavidi investigatori riescono a passare a mezzanotte davanti al cimitero dove perdono e riprendono i loro cappelli tra uno spavento e l'altro, raggiungono, finalmente, la proprietà del giudice, dove vive con la graziosa moglie molto più giovane.
Nel frattempo, Slasher è già riuscito ad entrare nella casa del giudice: egli, infatti, insieme ad un complice, ha aggredito e messo in fuga il vero maggiordomo, appena assunto, che proprio quella notte si recava dai Foozle per iniziare il suo nuovo lavoro, e poi si è sostituito a lui. Ferdinand e Sherlock vengono fatti entrare in casa dal finto maggiordomo e dopo che il giudice e sua moglie si sono ritirati nella loro stanza, vengono messi a letto da Slasher che augura loro una buona notte e un "lungo sonno". I due impiegano un po' a identificare il brutto ceffo del maggiordomo con quello della foto dell'evaso sul giornale. Nel frattempo, Slasher, armato di un lungo coltello ha deciso di attuare la sua vendetta mettendosi alla ricerca del giudice che, però, riesce, in un primo momento, a sfuggirgli, nascondendosi nella vasca da bagno. La moglie del giudice, sconvolta dalla paura, si unisce ai due detective nel tentativo di fermare il malvivente che in qualche modo, sebbene terrorizzati, tra spari, zuffe e capitomboli, riescono a rinchiudere in un ripostiglio insieme a Sherlock, ammanettato da Ferdinand per sbaglio. Poco dopo arrivano gli agenti di polizia che prendono in consegna l'evaso mentre Ferdinand ottiene i ringraziamenti del giudice e di sua moglie. Dal ripostiglio esce anche un malconcio Sherlock che si rifà subito con il collega facendo anche a lui un paio di occhi neri.

## Curiosità
Negli anni novanta il film è stato reso sonoro dalla RAI col doppiaggio di Enzo Garinei e Giorgio Ariani, che hanno doppiato Stanlio e Ollio leggendo i cartelli a voce alta.
Esiste una versione del cortometraggio della durata di 23 minuti, che include una scena che si ispira a Guglielmo Tell e la mela posta sulla testa del figlioletto; i due detective per mostrare la loro abilità si ispirano al famoso episodio di G. Tell, sostituendo l'arco e le frecce con una pistola e ponendo il frutto sulla testa di Finkleberry (S. Laurel).
Il soggetto del bandito evaso che giura vendetta, fu ripreso da Stanlio e Ollio nella comica Andando a spasso (1934).